# Isonade

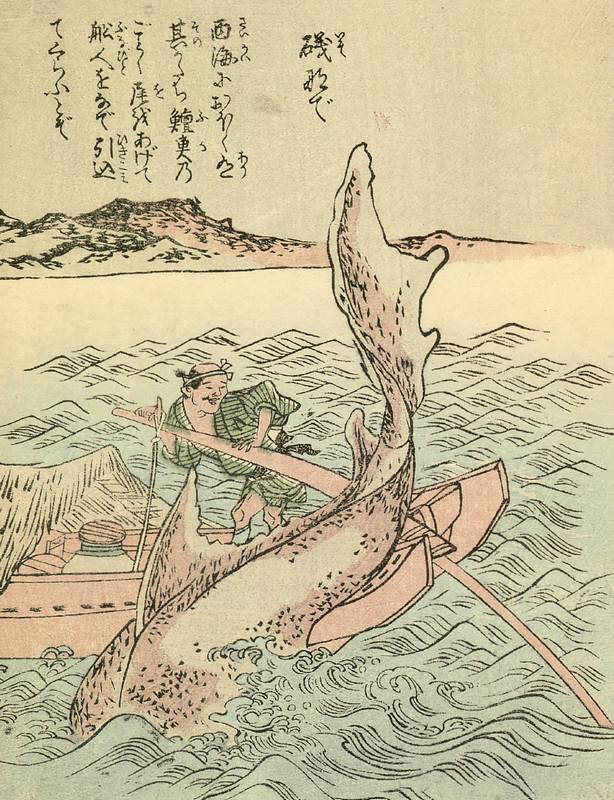
Isonade im Ehon Hyaku Monogatari, 1841

Isonade (japanisch 磯撫 ‚Küstenstreichler‘) ist ein Wesen des japanischen Volksglaubens (Yōkai).
Die bekannteste Beschreibung findet sich in dem Yōkai-Bilderlexikon Ehon Hyaku Monogatari aus dem Jahr 1841. Darin wird es als großer, haiähnlicher Fisch vor der Küste der Provinz Hizen (heutige Präfekturen Saga und Nagasaki) beschrieben, dessen Schwanzflosse mit unzähligen feinen Nadeln überzogen ist, mit denen er Menschen in das Wasser zieht. Es erwähnt jedoch, dass es vermutlich identisch mit dem im Tanchō Banashi (南朝咄) vorkommenden menschenfressenden Krokodil vor Buzen und dem im Honzō Ikō (本草異考) beschriebenen Ōguchiwani (巨口鰐 ‚Riesenmaulkrokodil‘) ist.
Neben diesen Erzählungen von der Insel Kyūshū war der Isonade auch um Kumano in der Präfektur Mie bekannt. Hier wurde er ebenfalls als langschwänziger Hai beschrieben. Menschen, die dort tot am Strand aufgefunden wurden, wurden als vom „Isonade gestreichelt“ bezeichnet.